# South Dakota State Auditor
Der South Dakota State Auditor gehört zu den konstitutionellen Ämtern des Staates South Dakota. Der Amtsinhaber wird durch die wahlberechtigte Bevölkerung von South Dakota für eine vierjährige Amtszeit gewählt. Eine Person darf seit den Wahlen im Jahr 1992 maximal zwei aufeinanderfolgende Amtszeiten als State Auditor dienen. Eine Amtszeit verläuft gleichzeitig mit der Amtszeit des Gouverneurs von South Dakota. Ihm obliegt die Überwachung und die Überprüfung der Finanzkonten von allen staatlichen Behörden. Der aktuelle Amtsinhaber ist Steve Barnett, der seinen Posten im Januar 2011 antrat.

## Vakanz
Nach den South Dakota Codified Laws wird der Posten des South Dakota State Auditors vakant, wenn einer der folgenden Gründe vorliegt:
- Tod,
- Rücktritt,
- vom Posten enthoben,
- nicht erfüllte Kriterien, welche vom Gesetz gefordert sind,
- ist kein Einwohner des Staates mehr,
- eine Verurteilung wegen einer anrüchigen Straftat oder irgendeines Vergehens, welche eine Verletzung des offiziellen Amtseides entspricht, vorliegt oder
- ein bestätigter Vertragsbruchs hinsichtlich einer offiziellen Anleihe durch ein Gericht.

Sofern eine Vakanz bei dem South Dakota State Auditor nach dem 1. Mai in einem geradzahligen Jahr vorliegt, ernennt der Gouverneur von South Dakota einen Ersatzmann für die verbleibende Amtszeit des State Auditors. Wenn aber die Vakanz vor dem 1. Mai in einem geradzahligen Jahr vorliegt, muss der Posten mittels einer Wahl besetzt werden. Eine Ausnahme bildet das Jahre, indem die Amtszeit normalerweise endet. Eine Person, die zum State Auditor gewählt wurde um eine Vakanz zu füllen, tritt unmittelbar nach der Wahl seinen Posten an.

## Dakota-Territorium *
| #  | Auditor            | Amtszeit  |
| -- | ------------------ | --------- |
| 1  | Justus Townsend    | 1862–1864 |
| 2  | I.T. Gore          | 1864–1866 |
| 3  | John Morris        | 1868–1870 |
| 4  | William Shriner    | 1870–1872 |
| 5  | Thomas J. Sloan    | 1872–1874 |
| 6  | A. Sheridan Jones  | 1874–1876 |
| 7  | John Sand          | 1876–1878 |
| 8  | E.A. Sherman       | 1879–1881 |
| 9  | L.M. Purdy         | 1881–1882 |
| 10 | George Ordway      | 1883–1885 |
| 11 | Ernest W. Caldwell | 1885–1886 |
| 12 | James A. Ward      | 1887–1889 |
| 13 | John C. McManima   | 1889      |

* 1889 in die Bundesstaaten North Dakota und South Dakota geteilt 

## Bundesstaat South Dakota
| #  | State Auditor         | Amtszeit  | Parteizugehörigkeit |
| -- | --------------------- | --------- | ------------------- |
| 1  | L.C. Taylor           | 1889–1893 | Republikaner        |
| 2  | J.E. Hipple           | 1893–1897 | Republikaner        |
| 3  | H.E. Mayhew           | 1897–1899 | Republikaner        |
| 4  | James D. Reeves       | 1899–1903 | Republikaner        |
| 5  | J.F. Halladay         | 1903–1907 | Republikaner        |
| 6  | John Hirning          | 1907–1911 | Republikaner        |
| 7  | Henry B. Anderson     | 1911–1915 | Republikaner        |
| 8  | J.E. Handlin          | 1915–1919 | Republikaner        |
| 9  | Jay E. Reeves         | 1919–1923 | Republikaner        |
| 10 | Edward A. Jones       | 1923–1929 | Republikaner        |
| 11 | William M. Dunn       | 1929–1933 | Republikaner        |
| 12 | George O’Neill        | 1933–1937 | Demokrat            |
| 13 | Raymond A. Kelly      | 1937–1939 | Demokrat            |
| 14 | W.W. Warner           | 1939–1945 | Republikaner        |
| 15 | Steve E. Anderson     | 1945–1950 | Republikaner        |
| 16 | James O. Gilkerson    | 1950–1951 | Republikaner        |
| 17 | Lawrence E. Mayes     | 1951–1956 | Republikaner        |
| 18 | Fay A. Allbee         | 1956–1958 | Republikanerin      |
| 19 | Oscar Brosz           | 1958–1959 | Republikaner        |
| 20 | Harriett Horning      | 1959–1961 | Demokratin          |
| 21 | Betty L. Larson Casey | 1961–1963 | Republikanerin      |
| 22 | Al Hamre              | 1963–1967 | Republikaner        |
| 23 | Lloyd Jorgenson       | 1967–1969 | Republikaner        |
| 24 | Alice Kundert         | 1969–1979 | Republikanerin      |
| 25 | Vernon L. Larson      | 1979–2003 | Republikaner        |
| 26 | Richard L. Sattgast   | 2003–2011 | Republikaner        |
| 27 | Steve Barnett         | seit 2011 | Republikaner        |